# پایونیرتاون (کالیفرنیا)
پایونیرتاون (به انگلیسی: Pioneertown) یک منطقهٔ مسکونی در ایالات متحده آمریکا است که در شهرستان سن برناردینو، کالیفرنیا واقع شده‌است. پایونیرتاون ۴۲۰ نفر جمعیت دارد.